# Рипли, Джордж (алхимик)
Джордж Ри́пли (англ. George Ripley; ок. 1415 — ок. 1490) — английский алхимик. Был каноником августинского монастыря Бридлингтонского приората. Получил дозволение римского папы Пия II на обучение в университетах за пределами Англии. Обучался в Римском и Лёвенском университетах, где познакомился с алхимией. Являлся последователем алхимических идей Фрэнсиса Бэкона, Раймунда Луллия и Гвидо де Монтанора, стремился объединить алхимию и христианство. После возвращения на родину создал несколько алхимических текстов, среди которых наиболее известными являются «Книга двенадцати врат» (1481), «Суть Алхимии» (1476), «Стихотворение о жабе» и предположительно так называемый «Свиток Рипли». Идеи Рипли оказали большое влияние на английскую алхимическую литературу XVI—XVII веков.

## Биография
Подробности жизни Джорджа Рипли известны очень фрагментарно. Согласно его собственным запискам, Рипли происходил из семьи джентри. В XV веке представители этой семьи проживали в Линкольншире и Йоркшире. Возможно, местом его рождения была деревня Рипли в Йоркшире. С неустановленного года Рипли был каноником августинского монастыря Бридлингтонского приората.

Сведения о посещении Джордже Рипли английских университетов отсутствуют. Однако, в письме римского папы Пия II, относящемуся к 1458 или 1459 году, содержится сообщение о том, что канонику Джорджу Рипли из августинского монастыря Бридлингтонского приората дозволяется покинуть его 
и пребывать в течение семи лет в университете, даже за пределами королевства Англии, для изучения теологии.
 Затем говорится об обязанности Рипли вернуться в Бридлингтон после окончания обучения. Со слов самого Рипли мы знаем, что он обучался в университетах Континентальной Европы — в Риме и в Лёвене. Вероятно, во время этого обучения он познакомился с европейской алхимией, которая в то время была гораздо более развита на континенте, чем в Англии — в частности, в Бургундии в то время уже существовал рыцарский орден Золотого руна, адепты которого по некоторым сведениям занимались в том числе алхимическими работами по поиску философского камня. Имеются также неподтверждённые сведения о пребывании Рипли на острове Родосе, где рыцари-иоанниты занимались алхимическими исследованиями для получения золота, необходимого для финансирования Крестовых походов.
Дата возвращения Рипли в Англию неизвестна, её можно определить лишь приблизительно. В одном из своих сочинений Рипли пишет, что отправлял из Лёвена королю Эдуарду IV сообщение с некоторыми предостережениями о состоянии здоровья монарха (предположительно, это сообщение было отправлено около 1468 года или несколько ранее, а его текст может свидетельствовать о встречах с королём, происходивших до этой даты). Тогда же Рипли якобы передал королю некоторую алхимическую информацию, а также сообщил, что раскроет все секреты своего знания при личной встрече. Состоялась ли эта встреча, неизвестно, но в 1468 году король внезапно простил все накопившиеся долги Бридлингтонскому приорату, каноником в котором был Рипли. По всей видимости, в начале 1470-х годов, в момент усиления вражды между королём и 16-м графом Уориком, Рипли встал на сторону монарха, несмотря на тесные связи Уорика с Бридлингтонским приоратом. В пользу этой версии говорит то, что в 1471 году Рипли опубликовал трактат «Книга двенадцати врат» (лат. Liber duodecim portarum), также известный под названием «Состав алхимии» (по его английскому переводу 1591 года; англ. Compound of Alchimie). Трактат имел посвящение Эдуарду IV, и одна его копия была вручена монарху. Вместе с тем вероятно, что к середине 1470-х годов отношения между Рипли и Эдуардом охладели, поэтому своё следующее сочинение «Суть Алхимии» (лат. Medulla alchimiae, 1476) он посвятил Джорджу Невиллу, архиепископу Йоркскому и брату графа Уорика. Вероятно, Джордж Рипли скончался около 1490 года и был похоронен в Бридлингтонском приорате.

## Легенды
Фигура Джорджа Рипли пользовалась большой популярностью во время его жизни и вскоре после смерти. По этой причине до нас дошло большое количество всевозможных легенд о его предположительной деятельности, которые не подтверждаются никакими источниками, а некоторые выглядят и вовсе неправдоподобно. Среди подобных легенд — представление о том, что Рипли занимал должность канцлера при римском папе Иннокентии VIII, что дымы из его лаборатории в Бридлингтоне вызывали бунты среди местного населения или что во время своего пребывания на Родосе он изготавливал золота на сумму 100 000 фунтов в год для иоаннитов.

## Идеи
Сочинения Рипли во многом основываются на идеях таких его предшественников, как Фрэнсис Бэкон, Раймунд Луллий (или точнее Псевдо-Луллий, поскольку авторство многих из приписываемых ему рукописей не установлено) и Гвидо де Монтанор. Луллианская традиция настолько чётко прослеживается в трудах Рипли, что издатель его трудов Людвиг Комбах (Opera  omnia  chemica, 1649) посвятил бо́льшую часть вступления к своей книге не Рипли, но Луллию. Вместе с тем, в отличие от Луллия, Рипли уделял большее внимание не теоретическому обоснованию, а практическому воплощению луллианских идей.
В своих работах Рипли пытался соединить алхимию и христианство. Он полагал, что секрет философского камня смогут постичь те, кто не только будет иметь практические знания алхимических процессов, но и будет обладать высоким уровнем духовного развития. Рипли считал, что лишь очистившиеся от первородного греха смогут постичь истину, и в этом показательно его обращение к Эдуарду IV, которого алхимик именовал «ведомым Богом».
Сочинения Рипли максимально наполнены неясными поэтическими образами, что должно было защитить их восприятие от непосвящённых. Так, в «Книге двенадцати врат» он пишет о двенадцати процессах, которые необходимо пройти, чтобы получить философский камень:
Now hast thou conquered these gates twelve,

And all the Castle thou holdest at thy will,

Keepe thy secreats in store to thy selfe,

And the commaundements of God looke thou fulfil,

In fire see thou continue thy glasses still,

And multiply thy medicines aye more and more,

For wise men doe say, that store is no sore.
Как явствует из этого отрывка, философский камень для Рипли — не только средство получения золота, но и создания некоего лекарственного препарата (multiply thy medicine), но при этом секрет его создания он сохраняет и не раскрывает профанам (keepe thy secreats in store to thy selfe). Вместе с тем, посвящённым должно быть понятно, что двенадцать врат представляют собой двенадцать алхимических операций, которые, согласно Рипли, должны быть осуществлены для получения философского камня:
1. обжиг (англ. calcination), при котором исходный металл превращается в пепел посредством высокой температуры;
2. растворение (dissolution), при которой твёрдое вещество превращается в жидкость;
3. сепарация (separation), при которой твёрдая субстанция делится на «тонкую» и «плотную» материи, то есть на твёрдый осадок и воду или масло;
4. конъюнкция (conjunction), при которой происходит единение серы и ртути, души и тела, мужчины и женщины, солнца и луны, материи и его формы;
5. очищение (putrefaction), при котором металл преобразуется в пепел;
6. затвердение (congelation), при котором происходит преобразование жидкости в твёрдое состояние;
7. кормление (cibation), при котором камень поглощает молоко или пищу;
8. сублимация (sublimation), при которой вещество становится спиртосодержащим;
9. ферментация (fermentation), при которой происходит объединение тела и души;
10. очищение (exaltation), при которой происходит выпаривание философского камня;
11. мультипликация (multiplication), при котором многократно повторяется растворение и коагуляция красного камня в ртутной воде;
12. трансформация (projection), при которой исходный металл превращается в золото[7][8].

## Сочинения
До нас дошло около двухста копий примерно пятидесяти различных текстов, написанных или приписываемых Рипли. Достоверно установить их авторство в значительной части случаев не представляется возможным, поскольку они в основном были изданы уже после смерти алхимика. Так, известны семь предположительно прижизненных рукописей XV века «Книги двенадцати врат» на латыни и пять — его стихотворного варианта Cantilena. В книге в аллегорической форме описываются двенадцать этапов алхимических процессов. Ещё больше рукописных книг Рипли относятся к XVI веку. В 1591 году Ральф Раббартс выпустил первое типографское издание «Состава алхимии» в переводе на английский язык. В 1649 году сборник сочинений Рипли был опубликован в Касселе. В 1652 году Элиас Эшмол осуществил английское издание. В последующие годы труды Рипли увидели свет в Амстердаме, Вене и Нюрнберге.
Сочинения Рипли полны аллегорий, неясных непосвящённым. Одна из его аллегорических работ — Cantilena, была подвергнута анализу Карлом Густавом Юнгом. Книга представляет собой пересказ легенды о короле, ищущем себе наследника — Сына Философа (filius philosophorum). Он ищет возможности вернуться в материнскую утробу путём растворения в «первичной материи» (prima materia). Его мать (то есть, алхимическая матрица) беременеет, ест плоть павлина и пьёт кровь Зелёного Льва. Результатом становится появление на свет Сына Философа, который преобразуется из сияния Луны в блеск Солнца. Рождённое существо становится великим целителем и врачевателем грехов.
Рипли был первым из алхимиков, кто совместил европейские алхимические сочинения с традиционными сюжетами басен, вводя в свои тексты таких героев, как птицы и звери. В его сочинениях действуют многочисленные реальные и мифологические животные, такие как во́роны, антилопы, попугаи, львы, пантеры, змеи, василиски и другие животные.

### Стихотворение о жабе
Наиболее характерным анималистическим персонажем, введённым Рипли в алхимический оборот, является жаба. Она фигурирует во многих произведениях, приписываемых алхимику, а в дальнейшем этот образ используется его последователями. Впервые упоминание о жабе встречается в начале Cantilena:
When busy at my books I was upon a certain Night,

This vision here expressed appear’d unto my dimmed sight:

A Toad full ruddy I saw, did drink the juice of Grapes so fast,

Till over-charged with the broth, his Bowels all to brast...
Далее образ жабы многократно повторяется в различных произведениях Рипли. То она меняет цвет, как хамелеон, символизируя цветовые алхимические трансмутации от чёрного (нигредо) к красному и белому. То жаба умирает от собственного яда, из которого получается эликсир, символизируя очищение в процессе приготовления философского камня. Жабий эликсир служит также образом ядовитой ртути, которая при правильном использовании должна превратиться в мистическое лекарство.

### «Свиток Рипли»
Несколько сохранившихся «Свитков Рипли»
Наиболее известным из сочинений, приписываемых обычно Рипли (реже — Роджеру Бэкону), является так называемый «Свиток Рипли». Свиток представляет собой рулон бумаги длиной три — четыре, а иногда даже шесть метров, бо́льшую часть площади на которой занимают иллюстрации, объясняющих этапы создания философского камня. Самый старый из сохранившихся свитков относится к первым десятилетиям XVI века, всего известны двадцать один экземпляр (из них два хранятся в Британской библиотеке, по одному — в Музее Фицуильяма, в Йельском университете и в Библиотеке Хантингтона). Между изображениями на некоторых свитках помещён сопроводительный текст на среднеанглийском языке (так, на свитке Библиотеки Хантингтона он состоит почти из 6000 слов), на других текст практически полностью отсутствует. Фигуры снабжены пояснительными надписями, помогающими читателю определить, что они символизируют.

Свиток начинается с изображения аристократа в богатых одеждах (в зависимости от экземпляра им может быть или легендарный алхимик Гермес Трисмегист или монах). В руках у него запечатанный сосуд, в горлышке которого находится жаба, а ниже — восемь медальонов, в которых изображены этапы приготовления философского камня. В первом медальоне, расположенном сверху справа, изображено убийство серебряной женщины и золотого мужчины, которые символизирует два первоэлемента — серу и ртуть. Далее алхимики ставят колбу с первоэлементами в печь и наблюдают за преобразованием цветов от чёрного к белому и красному в течение семи этапов. Между медальонами — два мудреца, читающих книгу «Апокалипсиса» с семью печатями. Экземпляр свитка, находящегося в собрании Библиотеки Хантингтона содержит в верхней части надпись на латыни, поясняющую содержание свитка: 
Est lapis occultus secreto fonte sepultus / fermentum variat lapidem qui cuncta colorat .
 Ниже идёт следующий пояснительный текст: 
Ye Must Make Water of Ye Earth & Earth of Ye Ayre & Ayre of Ye Fier & Fyer of Ye Earth .
Второе изображение показывает «райский сад философов», в центре которого изображены те же мудрецы, что и на первом рисунке. Они вкушают плоды с Дерева жизни, на стволе которого примостилась обнажённая мелюзина с лапами и хвостом ящерицы, представляющая собой аллегорию духа, которая похищает обнажённого мужчину — аллегорию души. В бассейне под деревом — Адам и Ева, поэтому сама сцена напоминает библейский эпизод соблазнения первых людей змием. На некоторых экземплярах свитка к дереву прибит Иисус Христос. Сад окружён крепостной стеной с башнями, на которых стоят шесть алхимиков с колбами в руках.
На третьем изображении — в наполненном водой квадратном бассейне стоя́т окружённый мандорлой юноша, символизирующий одновременно душу, ртуть и масло философов, огромный бородатый мужчина — символ тела и земной стихии, и крылатая девушка — символ духа, серы и стихии воды. Бородач держится за колонну, символизирующую стихию огня. По углам бассейна размещены четыре башни или колонны, на вершине которых — колбы с четырьмя алхимическими элементами: водой, воздухом, огнём и землёй. Перед крепостной стеной, окружающей бассейн, стоит зелёный дракон с извергающейся из его пасти жабой, что является ещё одной отсылкой к стихотворению Джорджа Рипли о жабе. Ядовитая жаба погибает, отравившись собственным ядом, о чём имеется соответствующая надпись. Зелёный дракон является традиционным алхимическим символом находящихся в процессе соединения ртути и серы. Текст на свитке из Библиотеки Хантингтона поясняет происходящее с использованием христианских и алхимических терминов: дракон символизирует покаяние, при котором философский камень проходит стадию нигредо и предстаёт чистым, избавившимся от грехов. Изображение дракона представляет собой своеобразный разделитель между верхней и нижней части свитка — до него алхимические процессы представлены изображениями людей, ниже — зверей и мифических существ. В нижней части того же изображения представлены два льва — красный и зелёный, между которыми разожжён огонь.
Четвёртое изображение представляет собой композиционно сложную конструкцию и различается в разных вариантах рукописей. Обычно в её верхней части находится изображение Птицы Гермеса, но на некоторых экземплярах — это змей или зелёный лев с эрогированным половым членом. Птица Гермеса напоминает легендарную птицу Феникс, которая сжигала себя и возрождалась из пепла каждые пятьсот лет. Аристотель называл птицу Феникс «пятым элементом», который дополнял традиционные для древней философии четыре элемента (воздух, воду, землю и огонь). В алхимической традиции птица Феникс являлась также символом Воскрешения Иисуса Христа. С неба, посреди которого сверкает солнце, на Птицу Гермеса выпадает на одних экземплярах «Свитка» кровь (возможно, менструальная, которая считалась у средневековых алхимиков обладавшей сакральными свойствами), на других — сперма.

Ниже идёт пятое изображение, на котором мы видим слияние солнца и луны, на луне изображены три стадии философского камня: чёрная, белая и красная. Связи между тремя камнями должны одновременно напоминать о триединстве Святой Троицы. Экземпляр «Свитка» из собрания Библиотеки Хантингтона содержит ясное указание на этот счёт: 
And All is But on[e] Nature

Thou must parte him A three

and them knit as the trinitie

And make them All three but one

Loe here is the philosophers Stone.
Ниже — истекающий кровью зелёный дракон, кровь которого должна напоминать одновременно о менструальной крови, которая в европейской алхимии наделялась особыми магическими свойствами, и об искупительной жертве распинаемого Иисуса Христа. Кровь дракона собирается в три чаши, то есть вновь повторяется приведённый выше тезис о триединстве.

Наконец идёт, последнее, шестое изображение. На нём мы видим странника с посохом, вокруг которого обёрнут бумажный свиток. Возможно, это портрет самого́ Рипли и его «Свитка». В «Свитке» из Библиотеки Хантингтона напротив предположительного Рипли лицом к нему стоит ещё одна фигура — Гермес Трисмегист. Между двумя фигурами — длинное и достаточно туманное стихотворение, оканчивающееся следующими словами на латыни: 
Si queras in merdis secreta philosophorum expensum perdis opera tempus que laborem.
 Впрочем, некоторые исследователи полагают, что эти строки написаны отличной от всего остального текста «Свитка» рукой.

## Влияние
Джордж Рипли оказал большое влияние на английскую алхимическую литературу XVI и XVII веков. В частности, на идеях Рипли была построены несколько стихотворных сочинений английского алхимика XVI века Томаса Чарнока, а в XVII веке Джордж Старки опубликовал обширное сочинение Ripley Reviv’d: or an exposition upon Sir George Ripley’s Hermeticopoetical Works (1678). Труды Рипли внимательно изучали Джон Ди, Роберт Бойль и Исаак Ньютон.

## Комментарии
1. ↑  со среднеангл. — «Теперь, когда ты покорил эти двенадцать врат / И весь За́мок покорён твоей воле / Сохрани тайну [философского] камня для себя / И соблюдай заповеди божьи / В огне ты будешь продолжать видеть стекло / И создавать всё больше и больше лекарства / Для мудрецов говорится, что в изобилии нет печали»
2. ↑  со среднеангл. — «Когда я сидел однажды ночью, погружённый в свои книги, / Видение явилось перед моим затуманившимся взором / Я увидел красную жабу, которая быстро пила виноградный сок / Пока её кишки не наполнились и она не взорвалась...»
3. ↑  с лат. — «Это секретный камень, скрытый в глубине источника, он преобразует ферментированный камень, который красит всё»
4. ↑  со среднеангл. — «Ты должен создать воду из земли, и землю из воздуха, и воздух из огня, и огонь из земли»
5. ↑  со среднеангл. — «Всё имеет единую природу / Ты должен разделить её на три / а затем связать, как троицу / и превратить три в одно / там будет философский камень»
6. ↑  с лат. — «Если ты хочешь найти тайну философии в навозе, то потеряешь и время, и труд»